# 范甯

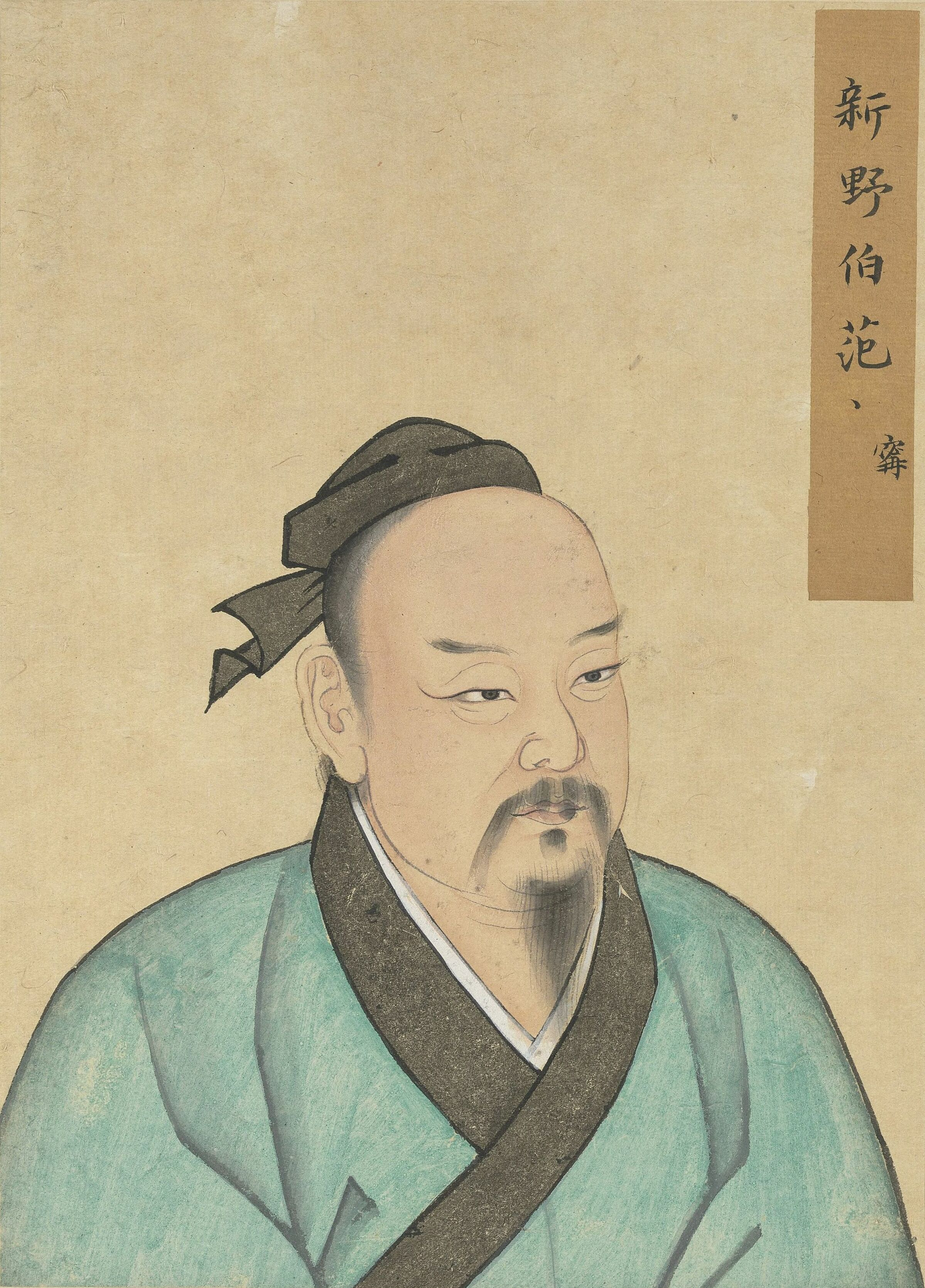
范寗

范甯（約339年—401年），字武子，南陽順陽（今河南省淅川县李官桥镇）人。 晉徐兗二州刺史范汪之子，東晉經學家，曾任豫章太守。范甯亦是《後漢書》作者范曄之祖父。

## 生平
范甯年少專心勤學，博覽群書，輔政的會稽王司馬昱打算任用他，但因范甯父范汪與掌時當權的大司馬桓溫有過節，故在桓溫反對下作罷。而亦因桓溫的關係，桓溫在世時范氏一門都沒有人任官。
寧康元年（373年），桓溫去世，此後35歲左右的范甯才獲授餘杭縣令。范甯在餘杭興辦學校，培養學生，施行儒教並以身作則，令有志行的人都尊重他。而在他的努力下，一年後當地就大行儒家風化。范甯在餘杭當了六年縣令，就遷任臨淮太守，獲封陽遂縣侯。後又改任中書侍郎。
范甯在朝中亦多有貢獻，有益國家，當時建新廟、廣求辟雍、明堂制度，范甯都引據經典上奏，全皆可於儒家典籍中查證。而當時孝武帝好文學，故范甯亦因而受親待，朝廷議論未果都去問范甯意見。而當時范甯亦直言批評奸佞朝士，其中包括阿諛奉承會稽王司馬道子的甥子王國寶。不過范甯本身就因為大力批評王國寶，而被王國寶借司馬道子之手中傷，范甯唯有在388年自求外任豫章太守，孝武帝亦在極不情願下被逼應允。臨行前范甯仍關心國家，上陳當時雖然無戰事之虞，但國家虛耗人力物力，對人民勞伇過甚；又自表對國家的操心。後來孝武帝下詔公卿和地方刺史、太守議朝政得失，范甯又提議實行土斷，並言明考官員內容，修平民之法；又提議將小郡縣整合，郡至少要有五千戶，縣則至少要千戶，以利調役管理；更提議修改禮文，以二十歲為全丁而十六歲至十九歲為半丁，以取代當時十三歲為半丁而十六歲為全丁的禮文，免於「傷天理，違經典，困苦萬姓。」
范甯在郡内大興學校，又派人到交州採磬石以借學校使用，同時又改革舊制，不依往常規則。當時范甯吸引到千餘人到來，對他們的資助都是用私財。豫章郡四姓子弟亦被范甯送入學校，學習五經，又建學臺，用途甚廣。不過范甯卻遭到豫章郡隸屬的江州刺史王凝之彈劾，稱他「肆其奢濁，所為狼籍」，並列舉他私立家廟、改築郡城等行為作為其罪證。朝廷當時下詔范甯免官抵罪，但兒子范泰棄天門太守的官位而為父上訴，孝武帝亦以范甯所做的都為教學，於是一直拖著未決，直至後來遇到大赦，范甯還是被免職（391-392年）。
范甯被免官後移居丹楊郡，十年後（401-402年時），他以六十三歲之齡在家中去世。

## 性格特徵
- 范甯推崇儒學，在其大廷學校推行儒學中可見。另范甯在免官居於丹楊郡時仍然勤讀經典，整年都不間斷。
- 他反對何晏、王弼等的玄學，曾說：「時以浮虛相扇，儒雅日替。甯以為其源始於王弼、何晏。二人之罪，深於桀紂」。所撰《春秋榖梁傳集解》十二卷，是今存最早的《穀梁傳》註解，阮元收入《十三經注疏》，是保留漢、魏以來春秋穀梁传之學的重要作品。 范甯以著《穀梁傳集解》名於世，其《春秋》學以《穀梁》為主，但他較鄭玄在春秋三傳的評價更進一步。鄭氏肯定三傳長處，范甯則認為三傳各有其短，范甯在〈榖梁傳集解序〉中以為：“左氏艷而富，其失也巫；穀梁婉而清，其失也短；公羊辯而裁，其失也俗。”

## 子女
- 范泰，范甯之子，在东晉官至護軍將軍。在南朝宋官至侍中、左光祿大夫、國子祭酒。

## 参看
- 顺阳范氏